# Careva Draga
Careva Draga je naseljeno mjesto u Republici Hrvatskoj u Zagrebačkoj županiji. 

## Zemljopis
Administrativno je u sastavu općine Krašić. Naselje se proteže na površini od 0,56 km².

## Stanovništvo
Prema popisu stanovništva iz 2001. godine u Carevoj Dragi živi 6 stanovnika i to u 3 kućanstva. Gustoća naseljenosti iznosi 10,71 st./km².
| broj stanovnika | 24    | 28    | 23    | 25    | 27    | 33    | 37    | 40    | 31    | 32    | 27    | 20    | 17    | 12    | 6     | 5     | 3     |
|                 | 1857. | 1869. | 1880. | 1890. | 1900. | 1910. | 1921. | 1931. | 1948. | 1953. | 1961. | 1971. | 1981. | 1991. | 2001. | 2011. | 2021. |